# Nikólaos Skoufás (dème)
Pour le révolutionnaire, voir Nikólaos Skoufás.
Nikólaos Skoufás (grec moderne : Νικόλαος Σκουφάς) est un dème situé dans la périphérie d'Épire en Grèce. Le dème actuel est issu de la fusion en 2011 entre les dèmes d'Árachtos, de Komméno, de Kombóti et de Péta.